# Tacanes
Els tacanes, takanes o totanes són un poble indígena originari de l'Amazònia de Bolívia. Viuen a les regions d'Ixiamas, Tumupasa i San Buenaventura, de la província d'Abel Iturralde, al Departament de La Paz; també es troben disseminats pels rius Beni, Madre de Dios i Orthon, al departament de Beni i el de Pando. Pertanyen a la família sociolingüística tacana.
La població que es va autoreconèixer com a takana en el cens bolivià de 2001 va ser de 3.454 persones. Aquest número va augmentar a 18.535 en el cens de 2012. Segond el cens Conniob (Confederación Nacional de Nacionalidades Indígenas y Originarias de Bolivia (2004): eren 8.380 individus.

## Antecedents i organització social
Durant el procés d'expansió dels inques cap a les terres baixes, els tacanas van ser contactats en el riu Beni i els seus veïnatges, establint-se amb ells relacions de caràcter. Al voltant de l'any 1680, són els franciscans els qui ingressen a la regió, i només a partir de 1731 és que aquests religiosos inicien la fundació d'una sèrie de missions, aconseguint reduir als tacanas. Durant gran part del segle xix i principis del segle xx, els tacanas van experimentar significatives mobilitzacions, a causa de l'explotació de la quina (arbre medicinal), la goma i el cautxú.
La descendència i l'herència es regeixen patrilinealmente; la residència pot ser amb l'un o l'altre dels sogres o en una casa independent, formant així una família nuclear de caràcter occidental.

## Organització política
L'organització sociopolítica dels Tacana conserva encara, encara que de forma refuncionalizada, el sistema d'autoritats polítiques que van implantar els franciscans: Corregidor, cacic, policia, etc. Els Tacana de la província Iturralde (La Paz) han creat el Consell Indígena del Poble Tacana (CIPTA), afiliat a la Central de Pobles Indígenes de La Paz (CPILAP), la que al seu torn està vinculada orgànicament amb la Confederació de Pobles Indígenes de l'Orient Bolivià (CIDOB). Algunes comunitats Tacana de la Amazonía Nord (de Pando i Beni), al seu torn, han format l'Organització Indígena Tacana (OITA), afiliada a CIRABO i, per tant, al CIDOB. Altres comunitats Tacanas de Pando han creat la CIPOAP. Les dones tacana es troben afiliades al Consell Indígena de Dones Tacana (CIMTA) creat en 1996.

## Organització econòmica
Les seves activitats econòmiques giren entorn de l'agricultura, la caça, la pesca, la recol·lecció i l'artesania amb productes de goma. L'agricultura és l'activitat predominant entre els Tacana. El procés agrícola consisteix en el fet que en cada unitat productiva (composta per una o dues famílies) ells conreen 1ha. d'arròs, 1ha. de blat de moro, 1/2 ha. de plàtan i 1/4 ha. de iuca. Alguna petita quantitat de productes, que no necessàriament és un excedent, en el sentit estricte del terme, està destinada a la comercialització, d'on provindran els recursos per a l'adquisició d'aliments complementaris o altres rúbriques. Anteriorment, la principal activitat econòmica venia de la producció de goma i cautxú.

## Simbolisme
Les creences i pràctiques religioses tradicionals encara continuen exercint una influència molt important en la vida quotidiana dels Tacana. Els xamans celebren les cerimònies tradicionals, en dates claus del calendari agrícola. Els "baba tcuai" o "tata janana" (xamans), no solament són remeiers, sinó també guardians del benestar de la comunitat i de l'univers. Les cerimònies en les quals participen els xamans, es realitzen en cases de culte secretes, en la selva. En algunes comunitats tacana de Pando, el xaman és conegut amb el nom de "Baba Cuana".